# Zöldfonákú lepke
A zöldfonákú lepke (Callophrys rubi) a valódi lepkék (Glossata) alrendjébe sorolt boglárkalepkefélék (Lycaenidae) családjában a farkincás-rokonúak (Eumaeini) nemzetség egyik faja.

## Származása, elterjedése
Egész Európában és Ázsia nagyobbik részén megtalálni, a Brit-szigetektől egészen az Amur vidékéig. Magyarországon mindenfelé megtalálható, csak a teljesen beépített és az intenzíven művelt területekről hiányzik.

## Megjelenése, felépítése

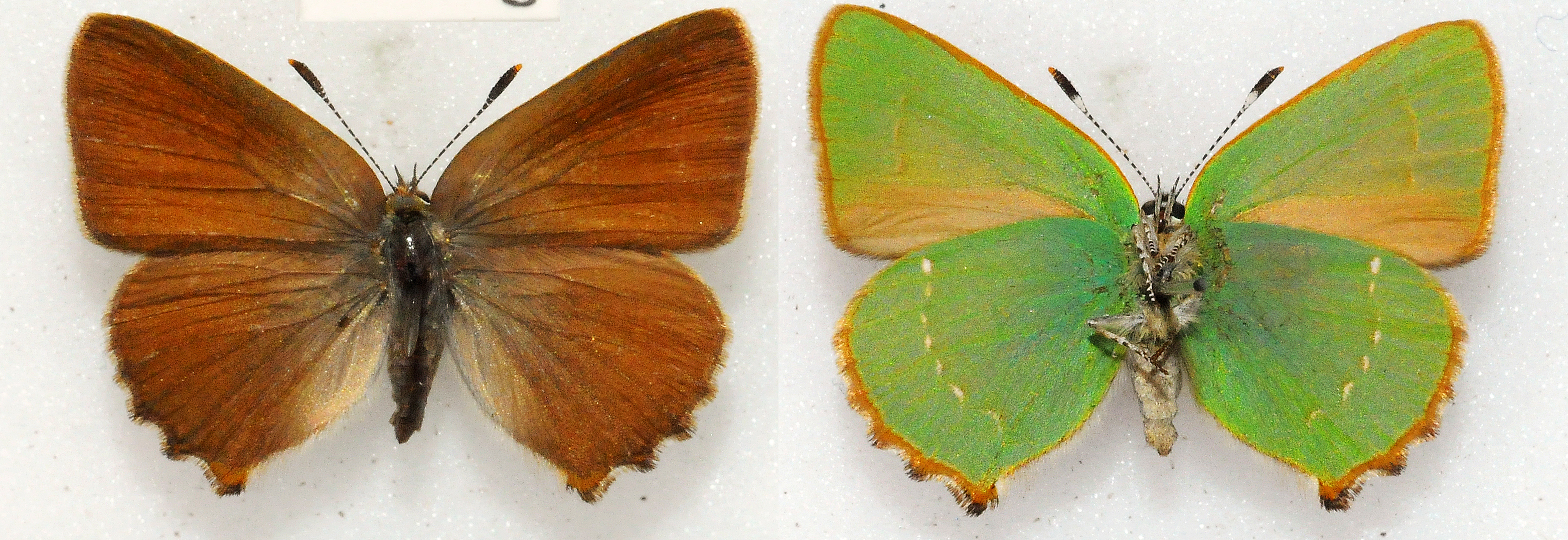
A hím felső és alsó oldala

Európában külseje rendkívül jellegzetes: szárnyának sötétbarna színéről és világoszöld fonákjáról (csak az első szárny belső szegélye barna) könnyen felismerhető. A hím elülső szárnyának felső szegélye 13–15 mm hosszú. A hím elülső szárnyán világos sejtvégi illatfolt látható. A hátulsó szárnyon a hosszanti fehér csík szaggatott foltokból áll — különösen az első szárny fonákjáról gyakran még a fehér pontocskák is hiányoznak (f. immaculata).
Hernyója világoszöld.

## Életmódja, élőhelye
Igen változatos élőhelyeket népesít be:
- sziklagyepeken,
- meleg karsztbokorerdők tisztásain,
- savanyú talajú csarabosokon és saspáfrányosokon,
- fölhagyott gyümölcsösökben,
- temetőkben,
- fellápokon,
- magashegyi legelők szegélyén,
- irtásréteken és utak mentén.

A bozótos környezetbe kiválóan beleolvad a röpülő lepke szárnyának zöld-barna színváltakozása.
A imágók előszeretettel szívogatnak különféle virágokon; főleg a fagyalt (Ligustrum spp.) kedvelik. A hímek sokat mozognak, „dombtetőznek".
Az alföldeken és dombvidékeken évi két nemzedéke röpül: az egyik április végétől június közepéig, a másik augusztus végétől és szeptember közepéig — ebben a nemzedékben sokkal kevesebb az egyed. Hűvösebb éghajlaton (hegyekben, lápokon) csak egy nemzedéke fejlődik ki, és május közepétől július elejéig röpül.
Petéiket a hernyók tápnövényeire rakják.
Polifág hernyójának leggyakoribb tápnövényei:
1. Általában:
- seprűzanót (Cytisus scoparius)
- rekettye (Genista spp.)
- csarab (Calluna spp.)

2. A Kárpát-medencében:
- réti nyúlhere (Anthyllis vulneraria),
- varjútövis (Rhamnus catharticus),
- napvirág (Helianthemum spp.),
- selymes rekettye (Genista pilosa),

és csak ritkábban:
- seprűzanót (Sarothamnus scoparius),
- pukkanó dudafürt (Colutea arborescens) és
- hamvas áfonya (Vaccinium uliginosum).

## Hasonló fajok
Európa nagy részén nincs hasonló faj, csak az Ibériai-félszigeten és Északnyugat-Afrikában élő Callophrys avis, ami fölülnézetben vörösesbarna.
Ázsiában több hasonló faj él, és ezek egyikével-másikával elterjedési területeik is átfedik egymást:
- Callophrys chalybeitincta a Kaukázus lábánál és Délkelet-Ukrajnában (ennél csak a szárny fonákja hasonló; fölülnézetben — amint erre neve is utal — tintakék);
- Callophrys suaveola délnyugat-Szibériában; ettől csak ivarszervi bélyegei alapján különböztethető meg.